# Жеребуд
Жеребуд — деревня в Заклинском сельском поселении Лужского района Ленинградской области.

## Название
Название деревни происходит от древнеславянского сложного личного имени Жиробуд, которое относится к группе таких имён, как Любобуд, Дорогобуд, Хотобуд, составляющих одну из особенностей новгородских словен, относящихся к западнославянскому ареалу расселения.

## История
Впервые упоминается в писцовой книге Водской пятины 1500 года, как деревня Жиробуд над озером над Жиробудом, в Дмитриевском Городенском погосте Новгородского уезда.
Как деревня Жеребут она обозначена на карте Санкт-Петербургской губернии 1792 года, А. М. Вильбрехта.
Деревня Жеребут при озере Жеребутском, упомянута на карте Санкт-Петербургской губернии Ф. Ф. Шуберта 1834 года.

ЖЕРЕБУДА — деревня принадлежит: Ораниенбаумскому дворцовому правлению, число жителей по ревизии: 25 м. п., 20 ж. п.

Гдовскому окружному управлению, число жителей по ревизии: 13 м. п., 10 ж. п. (1838 год)

Как деревня Жеребут она отмечена на карте профессора С. С. Куторги 1852 года.

ЖЕРЕБУДИ — деревня Дворцового правления, по просёлочной дороге, число дворов — 11, число душ — 35 м. п. (1856 год)

Согласно X-ой ревизии 1857 года деревня состояла из двух частей:

1-я часть: число жителей — 9 м. п., 11 ж. п.

2-я часть: число жителей — 35 м. п., 30 ж. п.

ЖЕРЕБУТ — деревня разных владельцев при озере Жеребутском, число дворов — 18, число жителей: 46 м. п., 34 ж. п.; Часовня православная (1862 год)

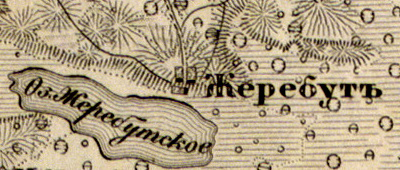
Деревня Жеребуд на карте 1863 года

Согласно карте из «Исторического атласа Санкт-Петербургской Губернии» 1863 года, деревня называлась Жеребут.
Согласно подворной описи Городенской волости 1882 года, деревня называлась Жеребудь и состояла из двух частей:

1) Раковенского общества, домов — 8, семей — 5, число жителей — 18 м. п., 18 ж. п.; разряд крестьян — водворённые на собственной земле.

2) Городенского общества, бывшее имение великой княгини Елены Павловны, домов — 23, семей — 14, число жителей — 44 м. п., 33 ж. п.; разряд крестьян — водворённые на собственной земле.
В XIX веке деревня административно относилась к Городенской волости 2-го земского участка 1-го стана Лужского уезда Санкт-Петербургской губернии, в начале XX века — 2-го стана.
По данным «Памятной книжки Санкт-Петербургской губернии» за 1905 год деревня Жеребуд входила в Колоденское сельское общество.
С 1917 по 1923 год деревня находилась в составе Жеребудского сельсовета Городенской волости Лужского уезда.
С 1923 года, в составе Замошье-Макаркинского сельсовета.
С 1924 года, в составе Радогостицкого сельсовета.

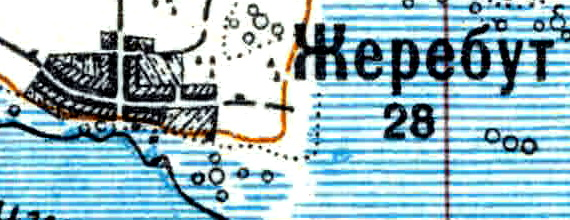
Деревня Жеребуд на карте 1926 года

С 1926 года, вновь в составе Жеребудского сельсовета. Согласно топографической карте 1926 года деревня называлась Жеребут и насчитывала 28 дворов.
С 1928 года, в составе Бетковского сельсовета. В 1928 году население деревни составляло 155 человек.
По данным 1933 года деревня называлась Жеребудь и входила в состав Бетковского сельсовета Лужского района.
Деревня была освобождена от немецко-фашистских оккупантов 12 февраля 1944 года.
В 1958 году население деревни составляло 97 человек.
По данным 1966 года деревня называлась Жеребут и также входила в состав Бетковского сельсовета.
По данным 1973 года деревня Жеребут входила в состав Каменского сельсовета.
По данным 1990 года деревня называлась Жеребуд и также входила в состав Каменского сельсовета.
По данным 1997 года в деревне Жеребуд Каменской волости проживали 33 человека, в 2002 году — 37 человек (русские — 84 %).
В 2007 году в деревне Жеребуд Заклинского СП проживали 24 человека.

## География
Деревня расположена в юго-восточной части района к югу от автодороги 41А-004 (Павлово — Мга — Луга), у административной границы с Новгородской областью.
Расстояние до административного центра поселения — 25 км.
Расстояние до ближайшей железнодорожной станции Луга — 17 км.
Деревня находится на северном берегу Жеребутского озера у края Ясковицкого болота.

## Демография
| 1838 | 1862 | 1928 | 1958 | 1997 | 2007 | 2010 |
| ---- | ---- | ---- | ---- | ---- | ---- | ---- |
| 68   | ↗80  | ↗155 | ↘97  | ↘33  | ↘24  | ↗28  |
| 2017 |      |      |      |      |      |      |
| ↘18  |      |      |      |      |      |      |

## Улицы
Новосёлов, Центральная.

## Садоводства
СПК Мичуринский